# Историографско дружество „Габрово“
Историографско дружество „Габрово“ е дружество в Габрово, създадено през 1920 г. Създадено е по инициатива на д-р Петър Цончев на 5 юли 1920 г., когато група габровци се събират в Априловската гимназия и решават да бъде основано дружество, което да ги събира и пази ценни материали за града. На 19 юли 1920 г., 75 души приемат устава на дружеството.

## Основатели
В първото настоятелство на Историографското дружество вземат участие:
- Д-р Петър Цончев – председател. Син на Цончо Пенчов – съдия и кмет на Габрово, зет на Иван Калпазанов.
- Еким Андрейчин – подпредседател. Роден през 1876 г. в семейството на учители.
- Д-р Иван Недялков – секретар
- В.Ц. Сираков – касиер
- Д-р Б. Шопов – завеждащ сбирката
- Р. Пухлев – библиотекар

За основаването на Историографско дружество „Габрово“ са уведомени Българската академия на науките Археологическото дружество, отпечатани са съобщения в по-важните ежедневници.

## Активна дейност
Членовете и настоятелството през 1920 г. провеждат пробни разкопки в местността „Градище“ под ръководството на немеца Макс Нойберг. Там се откриват дебели зидове и са открити монети, части от украшения, цяла фибула, връх от копие. Материалите остават непубликувани поради възникнали недоразумения между Макс Нойберг и останалите членове на дружеството.
Със собствени и отпуснати средства от Общината, дружеството започва да фотографира стари къщи, занаятчийски работилници, улици, покрити с калдаръм. Сбирката от старини започва да расте. Постъпват материали като портрет на Христо Манафов, портрет на момиче рисуван с маслени бои от големия габровски художник Христо Цокев, пълномощно от 1864 г. от габровските граждани по владишкия въпрос, печат на габровското училище за восък, писмо на Васил Априлов до сестра му Кера от 1835 г., стари търговски тефтери, старинни накити и др.

## Период на развитие
- През 1926 г. сбирката се преименува в музей.
- Първоначално събраните материали се пазят в Априловската гимназия, после са пренесени в училище „Неофит Рилски“, отново са върнати в Априловската гимназия. Оказва се, че стаята, с която дружеството разполага в Априловската гимназия е най-удобна. В нея не само се съхраняват издирените вещи, но те са изложени и като експозиции.
- През 1934 г. музеят е пренесен в галерията на гимназията.
- Същата 1934 г. музеят се пренася в две малки стаи в Читалище „Априлов – Палаузов“, където остава две години.
- Едва през 1945 г. музеят получава собствено помещение в двора на Априловската гимназия.

## Уредници
- Първият уредник на музейната сбирка е д-р Ботю Шанов.
- През 1922 г. уредник става дотогавашният подпредседател Еким Ст. Андрейчин. Заеема тази джност до 1930 г., когато се премества да живее в София.
- Негови наследници са:
  - Пенчо Димитров
  - Петър Константинов
  - Атанас Милчев
  - Зора Табакова
  - Илия Габровски
  - Ев. Пенева